# Natal'ja Gantimurova
Natal'ja Sergeevna Gantimurova (in russo Ната́лья Серге́евна Гантиму́рова?; Čeljabinsk, 14 agosto 1991) è una modella russa, eletta Miss Russia 2011 il 5 marzo 2011 a Mosca, dove la modella ha battuto le altre quarantanove concorrenti, ed è stata incoronata dalla reginetta uscente Irina Antonenko.

## Biografia
Natal'ja Gantimurova ha vinto un premio in denaro pari a 100.000 dollari e la possibilità di rappresentare la Russia a Miss Universo 2011, che si è tenuto a San Paolo, in Brasile il 12 settembre 2011.